# 현당
현당(본명 : 선형선,  ~ )은 대한민국의 트로트 가수이다

## 이력
1979년 언더그라운드 라이브 클럽에서 록 가수 첫 데뷔하였다.

## 음반
- 1989년 다시 한번
- 1995년 여자는 모르지
- 1999년 정 하나 준 것이 / 타인
- 2001년 경의선 / 어머니
- 2005년 사랑합니다
- 2009년 사랑이 깊으면
- 2014년 장미향 / 태종대의 밤 / 껄껄껄

## 수상
- 2006년 서울특별시장상 수상